# Panglima Sugala
Panglima Sugala es un municipio filipino y la capital de la provincia de Tawi-Tawi. Según el censo de 2000, tiene 33315 habitantes en 5406 casas.

## Barangayes
Panglima Sugala se divide políticamente en 17 barangayes.
| - Balimbing Proper - Batu-batu (Pob.) - Buan - Dungon - Luuk Buntal - Parangan - Tabunan - Tungbangkaw - Bauno Garing | - Belatan Halu - Karaha - Kulape - Liyaburan - Magsaggaw - Malacca - Sumangday - Tundon |

- Datos: Q155259
- Multimedia: Panglima Sugala / Q155259

1. ↑  Worldpostalcodes.org, código postal n.º 7501.